# Henry Mond (2e baron Melchett)
Henry Ludwig Mond, 2e baron Melchett (10 mai 1898-22 janvier 1949) est un homme politique, industriel et financier britannique. 

## Biographie
Henry Mond est né à Londres, le fils unique d'Alfred Mond (1er baron Melchett) et de son épouse Violet (née Goetze). Il fait ses études au Winchester College. Lors de la Première Guerre mondiale il entre dans les South Wales Borderers le 9 avril 1915 et est blessé en 1916. 
Il rejoint ensuite certaines des entreprises de son père, devenant directeur d'Imperial Chemical Industries et vice-président de 1940 à 1947. Il est également administrateur de la Mond Nickel Company et de la Barclays Bank. 
Il est député de l'île d'Ely de 1923 à 1924 en tant que libéral, battant le sortant conservateur Max Townley aux élections générales de 1923 avec une petite majorité de 467 voix. Dans la même élection, son père, Sir Alfred Mond, perd son siège de Swansea West. Il n'a pas pu conserver l'île d'Ely aux élections générales de 1924. 
Comme son père, il devient plus tard conservateur. Il est député conservateur de Liverpool East Toxteth de 1929 à 1930, lorsque, à la mort de son père, il lui succède pour devenir le 2e baron Melchett. Il entreprend alors de restaurer les finances familiales et s'occupe davantage d'économie que de politique. 

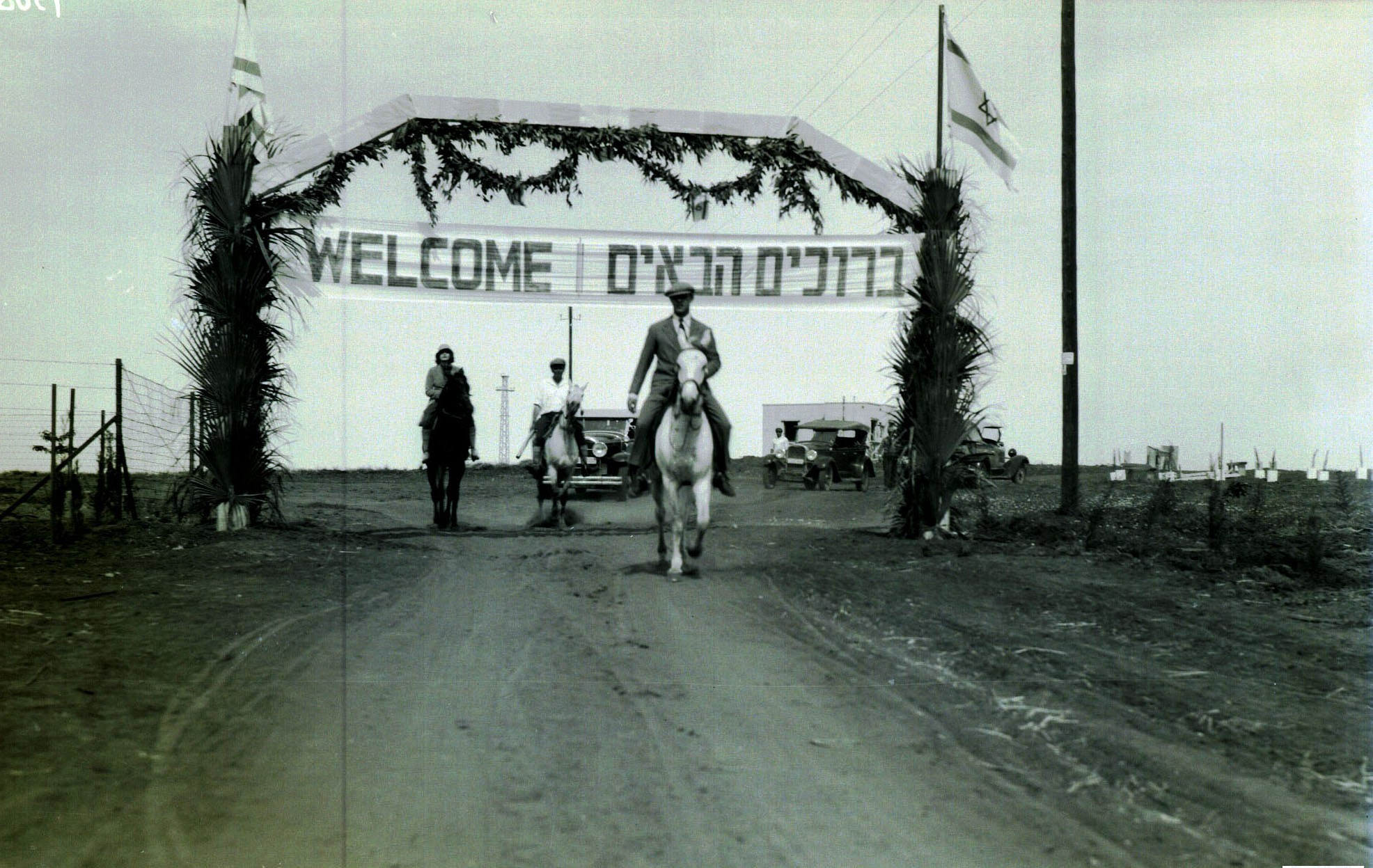
Henry Mond visite Tel Mond, fondé en 1929 en Palestine

Ayant été élevé dans l'Église d'Angleterre, il revient dans les années 1930 au judaïsme originel de sa famille et devient un soutien du sionisme, espérant que les Juifs et les Arabes pourraient vivre harmonieusement côte à côte. Il préconise l'évacuation des Juifs d'Allemagne vers la Palestine et soutient la formation d'un État indépendant de Palestine dans le cadre du Commonwealth britannique. Il est président de l'Agence juive pour la Palestine et s'intéresse à l'organisation de jeunesse juive Maccabi. 

## Vie privée

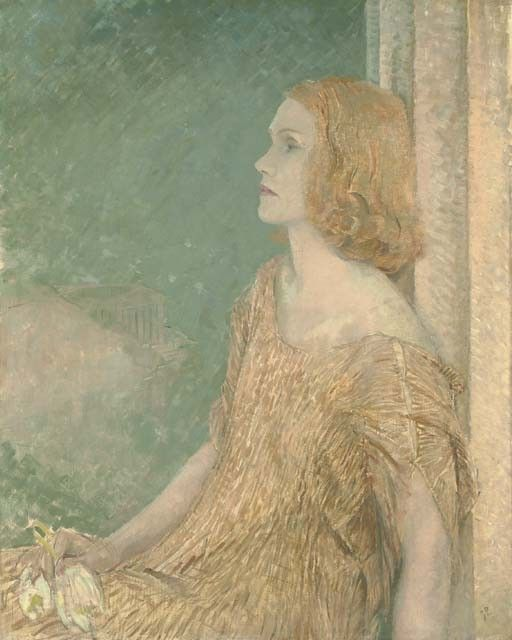
Gwen Mond, Lady Melchett, 1935, par Glyn Philpot

Il épouse Amy Gwen Wilson (généralement appelée Gwen, la fille d'Edward John Wilson, qui vivait à Johannesbourg), au Chelsea Register Office le 30 janvier 1920. Elle est décrite comme "un spectacle qui met fin à la beauté et à l'artiste". Leur relation a commencé quand elle vivait avec l'écrivain Gilbert Cannan, un ami de DH Lawrence, et ils ont d'abord formé un ménage à trois. 
À partir de 1930, le couple vit dans une maison londonienne, Mulberry House à Smith Square, Westminster. Rendant hommage à leur première relation, ils commandent un haut-relief de l'artiste Charles Sargeant Jagger appelé "Scandal", qu'ils ont affiché dans leur salon. Il montrait un couple nu dans une étreinte intime regardé par des femmes de la société dans un état d'indignation. La sculpture et la relation du baron provoquent la censure et l'indignation de leurs contemporains. En 2008, "Scandal" est acheté pour 106 000 £ par le Victoria and Albert Museum où il est exposé. 

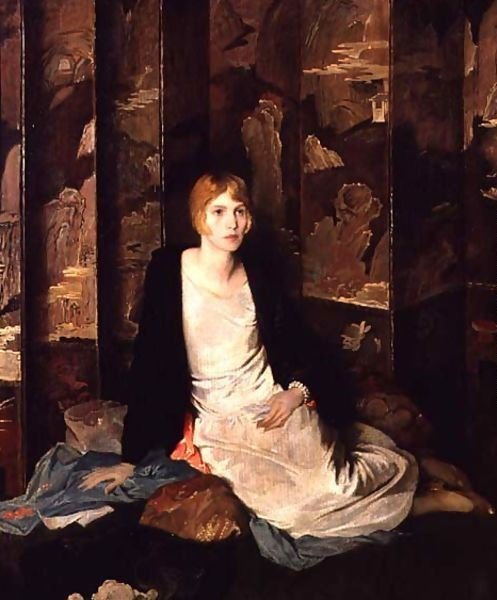
Madame. Henry Mond par Glyn Philpot

Ils ont deux fils - Derek John Henry Mond (18 octobre 1922 - 30 avril 1945), Julian Mond (3e baron Melchett) (en) (9 janvier 1925 - 15 juin 1973) et une fille, Karis Valerie Violet (26 juillet 1927 - 8 février 2006). Derek est tué dans un accident d'avion alors qu'il est au service de la Royal Naval Reserve en 1945. Mond achète et restaure la maison Colworth à la lisière du village Bedfordshire de Sharnbrook et y vit pendant douze ans. Pendant la Seconde Guerre mondiale il rend la maison disponible pour les infirmières américaines et pour héberger les réfugiés juifs. Il vend la maison à Unilever en 1947 parce que sa femme croyait que déménager en Floride rétablirait sa santé. Il est mort à Miami Beach, Floride en 1949 à l'âge de 50 ans et le titre passe à son fils survivant Julian. Mond est incinéré à Islington. 

## Publications
- Pourquoi la crise? (1931)
- L'argent moderne (1932)
- Ton voisin (1937)
- Chasse et polo